# مؤسسة الشهداء
مؤسسة الشهداء مؤسسة حكومية تابعة لمجلس الوزراء العراقي تأسست سنة 2005 مهمتها معالجة الوضع العام لذوي الشهداء والجرحى بجميع فئاتهم (ضحايا النظام البائد - ضحايا العمليات الحربية والاخطاء العسكرية والعمليات الارهابية - ضحايا الحشد الشعبي - شهداء البيشمركة والاجهزة الامنية اللذين استشهدوا في المناطق التي تقع خارج اقليم كردستان)  وتعويضهم ماديا ومعنويا بما يتناسب مع حجم التضحيات التي قدموها، يرأسها حالياً الدكتور عبد الاله النائلي .
قانون رقم (٢٣) لسنة ٢٠٢٤ " التعديل الاول لقانون مؤسسةالشهداء رقم (٢) لسنة ٢٠١٦" .